# Lignopholas chengi
Lignopholas chengi is een tweekleppigensoort uit de familie van de Pholadidae. De wetenschappelijke naam van de soort is voor het eerst geldig gepubliceerd in 1989 door Turner & Santhakumaran.